# 皮奧波利斯 (伊利諾伊州)
皮奧波利斯（英語：Piopolis）是位於美國伊利諾伊州漢密爾頓縣的一個非建制地區。該地的面積和人口皆未知。

## 地理
皮奧波利斯的座標為38°11′01″N 88°33′41″W / 38.18361°N 88.56139°W，而該地的平均海拔高度為125米（即410英尺）。